# Stictopisthus exilis
Stictopisthus exilis là một loài tò vò trong họ Ichneumonidae.